# Dimecres (sèrie de televisió)
|  | Per a altres significats, vegeu «Dimecres (desambiguació)». |

Dimecres (títol original: Wednesday) és una sèrie de televisió de comèdia de terror estatunidenca basada en el personatge Dimecres Addams de La Família Addams, interpretada per Jenna Ortega. Creada per Alfred Gough i Miles Millar i produïda per MGM Television, la sèrie, que s'ha subtitulat al català, s'estrenà a Netflix el 23 de novembre del 2022.
El gener de 2023, Dimecres va ser renovada per una segona temporada. La segona temporada s'emetrà en dues parts, la primera el 6 d'agost i la segona el 3 de setembre del 2025.

## Premissa
La sèrie és una comèdia de misteri sobrenatural i se centra sobre Dimecres Addams, filla gran del matrimoni Addams, en els seus anys com a estudiant de secundària a l'Acadèmia Mai Més, on intenta dominar els seus poders psíquics i aturar una monstruosa matança dels ciutadans de la ciutat. Alhora mira de resoldre el misteri sobrenatural que va afectar la seva família fa vint-i-cinc anys, tot mentre lidia amb les seves noves relacions personals.

## Repartiment i personatges

### Principals
- Jenna Ortega com a Dimecres Addams
  - Karina Varadi com a Dimecres de petita
- Emma Myers com a Enid Sinclair
- Gwendoline Christie com a Larissa Weems
  - Oliver Wickham com a Larissa de jove
- Percy Hynes White com a Xavier Thorpe
- Hunter Doohan com a Tyler Galpin
- Jamie McShane com el xèrif Donovan Galpin
- Riki Lindhome com la Dra. Valerie Kinbott
- Christina Ricci as Marilyn Thornhill
- Moosa Mostafa com a Eugene Otinger
- Joy Sunday com a Bianca Barclay
- Georgie Farmer com a Ajax Petropolus
- Moosa Mostafa com a Eugene Otinger
- Naomi J. Ogawa com a Yoko Tanaka
- Victor Dorobantu com a Thing

### Recurrents
- Issac Ordonez com Pugsley Addams
- Luis Guzmán com a Gomez Addams
  - Lucius Hoyos com a Gomez de jove
- Catherine Zeta-Jones com a Morticia Addams
  - Gwen Jones com a Morticia de jove
- George Burcea com a Lurch
- Calum Ross com a Rowan Laslow
- Tommie Earl Jenkins com a alcalde Walker
- Iman Marson com a Lucas Walker
- William Houston com a Joseph Crackstone
- Oliver Watson com a Kent
- Calum Ross com a Rowan
- Johnna Dias Watson com a Divina
- Fred Armisen com a l'oncle Fester

## Episodis
| Núm. | Títol                              | Direcció        | Guió                                         | Data d'estrena original |
| --- | ---------------------------------- | --------------- | -------------------------------------------- | ----------------------- |
| 1 | «Wednesday's Child Is Full of Woe» | Tim Burton      | Alfred Gough & Miles Millar                  | 23 de novembre de 2022  |
| Dimecres Addams, una estudiant de secundària, troba el seu germà Pugsley lligat a una guixeta. Ella veu una visió psíquica dels seus matons a qui intenta matar en venjança però és expulsada. Els seus pares, Morticia i Gómez, decideixen inscriure-la a Nevermore Academy, una escola per a marginats. Mentrestant, una criatura desconeguda mata un excursionista a prop de Nevermore. Els pares de Dimecres deixen anar Cosa, una mà sensible sense cos, per cuidar-la. Coneix la seva companya d'habitació Enid, tot el contrari a ella, i s'enfronta a duel amb Bianca, la noia popular, després que ella intimida un altre noi, Rowan. Més tard, Dimecres gairebé és assassinada per una gàrgola que cau, però l'exnòvio de Bianca, Xavier, la salva. Després d'escapar de la seva sessió de teràpia ordenada per la cort, Dimecres coneix Tyler, el cambrer d'una cafeteria, que accepta ajudar-la a escapar de Nevermore. Tot i això, la directora Larissa Weems l'atura i la porta de tornada a l'escola. Més tard, Tyler i Dimecres es troben a la fira local i Dimecres té una visió de la mort de Rowan. Rowan intenta matar-la però és assassinat pel monstre.                            |                                    |                 |                                              |                         |
| 2 | «Woe Is the Loneliest Number»      | Tim Burton      | Alfred Gough & Miles Millar                  | 23 de novembre de 2022  |
| Dimecres convenç un escèptic xèrif Galpin que l'autor dels assassinats és, de fet, un monstre. De sobte, Rowan reapareix il·lès. Dimecres dubta del seu seny i decideix investigar els assassinats ella mateixa. Ella passeja pel campus preguntant per Rowan i li diuen que ha estat expulsat. Mentrestant, Weems es preocupa cada cop més per les visions de Dimecres i la segueix de prop. Ella s'enfronta a un Rowan defensiu quan surt de l'escola i envia a Cosa a seguir-lo. Es revela que Rowan és Weems que és una canvia-formes, i Cosa els perd. Dimecres té visions d'un llibre que pertany a una societat d'antics estudiants. En la cerca del llibre, escolta Bianca planejant fer trampes en el proper torneig estudiantil. Dimecres s'uneix a Enid per derrotar Bianca i guanyar el torneig. Més tard, Dimecres descobreix una biblioteca oculta dins de l'escola, on és capturada. |                                    |                 |                                              |                         |
| 3 | «Friend or Woe»                    | Tim Burton      | Kayla Alpert                                 | 23 de novembre de 2022  |
| Dimecres està lligada i envoltada per membres d'una societat d'estudiants d'elit, Bianca i Xavier. Dimecres s'allibera i surt de la biblioteca, emportant-se un dels llibres amb ella. Weems ordena dimecres tocar a la banda de l'escola en una propera cerimònia de la ciutat. Un dibuix al llibre la porta a una exposició en una fira local, on s'adona de la pintura d'una nena que havia vist a les seves visions. Al bosc, Dimecres visualitza la nena que creu que és un antic avantpassat seu a punt per ser executada per Joseph Crackstone, l'avantpassat del poble amb la intenció de matar tots els inadaptats, però ella és capaç d'escapar-se. Dimecres és emboscada pel monstre, que descobreix que és humà. De tornada a la ciutat, Dimecres interromp la cerimònia cremant la nova escultura i Weems la renya. Mentre investiga l'escena d'un crim al bosc, la policia troba una càmera que va aconseguir capturar fotografies del monstre. |                                    |                 |                                              |                         |
| 4 | «Woe What a Night»                 | Tim Burton      | Kayla Alpert                                 | 23 de novembre de 2022  |
| Dimecres i Cosa irrompen a l'oficina del forense per copiar els arxius de les víctimes del monstre. En intentar identificar un patró, descobreix que a cada víctima se li van extirpar parts del cos quirúrgicament. Dimecres sospita de Xavier i el segueix al seu estudi d'art, on descobreix diversos dibuixos del monstre, cosa que la porta al cau del monstre. Allà, recupera una de les seves urpes i la dona al Sheriff Galpin perquè coincideixi amb el seu ADN. Dimecres i Tyler assisteixen junts a un ball local. Mentrestant, el company de classe Eugene, que està al corrent del treball de recerca de dimecres, és testimoni d'una figura encaputxada que detona la cova del monstre. El ball és interromput pel fill de l'alcalde, que activa el sistema de ruixadors contra incendis de l'edifici en venjança per la interrupció de dimecres de la cerimònia de la ciutat. Dimecres sent que Eugene està en perill i es dirigeix al bosc, només per trobar-lo greument ferit pel monstre. |                                    |                 |                                              |                         |
| 5 | «You Reap What You Woe»            | Gandja Monteiro | April Blair                                  | 23 de novembre de 2022  |
| Des de fa 32 anys, Gómez ha aturat sota sospita d'haver matat Garrett Gates a Nevermore, un normi. Actualment, els Addams visiten a Dimecres per al cap de setmana de pares a Nevermore. Una sessió de teràpia familiar s'interromp quan Dimecres confronta els pares sobre el presumpte assassinat. Mentrestant, el xèrif Galpin s'assabenta que el forense es va suïcidar després d'admetre que va fabricar l'informe d'autòpsia de Gates. Galpin conclou que Gómez és culpable i l'arresta. A la presó, Gómez li revela a Dimecres que Gates va morir per accident, mentre que Morticia confessa haver matat Gates. Dimecres i Morticia desenterren la tomba de Gates i descobreixen que havia estat enverinat letalment abans que poguessin matar-lo, però la policia els atrapa i els arresten a la nit. Més tard, s'enfronten a l'alcalde, que revela que Garrett tenia la intenció d'enverinar tota l'escola a causa de l'odi del pare pels marginats. L'alcalde accepta alliberar Gómez després d'admetre que va encobrir el motiu de Gates. De tornada a Nevermore, Weems admet a contracor que encobrir la mort de Rowan canviant de forma en un esforç per evadir la controvèrsia a l'escola. |                                    |                 |                                              |                         |
| 6 | «Quid Pro Woe»                     | Gandja Monteiro | April Blair                                  | 23 de novembre de 2022  |
| Dimecres intenta convocar Goody, una vella ancestre i companya psíquica. Durant una festa sorpresa d'aniversari, Dimecres té una visió de Goody, que li indica que busqui la mansió Gates. Allà, veu l'alcalde quan surt de l'edifici i es cola al seu automòbil. Després de tornar a la ciutat, l'alcalde és atropellat i greument ferit. Weems tanca l'escola i prohibeix a Dimecres sortir del campus. Amb l'ajuda de Tyler i Enid, ella escapa i torna a la mansió Gates. Allà, descobreixen que Laurel Gates, la parenta de Garrett que durant molt de temps es creia morta, encara podria estar viva. Troben les parts del cos tallades de les víctimes del monstre en un soterrani, però es veuen obligats a escapar després de ser emboscats pel monstre. Dimecres porta Galpin al soterrani, només per trobar-lo buit. A Nevermore, Dimecres convenç Weems que no l'expulsi per poder continuar amb la seva investigació. A l'hospital, un desconegut mata l'alcalde. |                                    |                 |                                              |                         |
| 7 | «If You Don't Woe Me by Now»       | James Marshall  | Alfred Gough & Miles Millar and Matt Lambert | 23 de novembre de 2022  |
| Al funeral de l'alcalde, Dimecres s'adona d'una figura a l'aguait i la persegueix pel bosc. Es revela que la figura és Fester Addams, que explica a Dimecres que el monstre que ha estat investigant és un Hyde. Junts recuperen un diari de la biblioteca oculta que revela que un Hyde sempre ha de tenir un mestre. Més tard, rastregen i segueixen Xavier, a qui veuen reunir-se amb el Dr. Kinbott, la terapeuta de Dimecres, al bosc. Després de tornar d'una cita amb Tyler, Dimecres troba el dormitori devastat, el diari robat i Cosa greument ferit. La investigació sobre Laurel Gates revela que ella és viva i és la propietària de Hyde. Dimecres inicialment sospita del Dr. Kinbott, però Hyde la mata. La policia arriba per arrestar Xavier, que Dimecres creu que és la criatura. Dimecres decideix entaular una relació amb Tyler, però de sobte en té una visió d'ell sent un Hyde. |                                    |                 |                                              |                         |
| 8 | «A Murder of Woes»                 | James Marshall  | Alfred Gough & Miles Millar                  | 23 de novembre de 2022  |
| Dimecres i els seus companys de classe atrauen Tyler al bosc, on el segresten. Buscant una confessió, Dimecres comença a torturar Tyler. En no estar d'acord amb els seus mètodes, els seus companys de classe alerten Weems i arresten Dimecres. A l'estació de policia, Tyler finalment confessa ser el monstre. Fart del comportament de Dimecres, Weems l'expulsa de Nevermore. Dimecres visita Eugene a l'hospital, que li diu que la figura que va veure a la cova del monstre feia servir botes vermelles, a joc amb les de la Sra. Thornhill. Usant els seus poders de canvi de forma, Weems i Dimecres aconsegueixen que Thornhill confessi la seva veritable identitat, Laurel Gates. No obstant això, Gates pot matar Weems i sotmetre Dimecres. Usant la sang de Dimecres, Gates ressuscita Crackstone i deixa que Dimecres mori, però Goody sembla curar-la. Enid, que finalment es va transformar en la seva forma d'home llop, derrota a Tyler en la seva forma de Hyde mentre Crackstone entra a Nevermore en la cerca per destruir l'escola. Després d'una lluita, Dimecres destrueix Crackstone i mata Gates. Xavier surt de presó i Dimecres marxa de Nevermore per a les vacances.   |                                    |                 |                                              |                         |

## Producció

### Desenvolupament

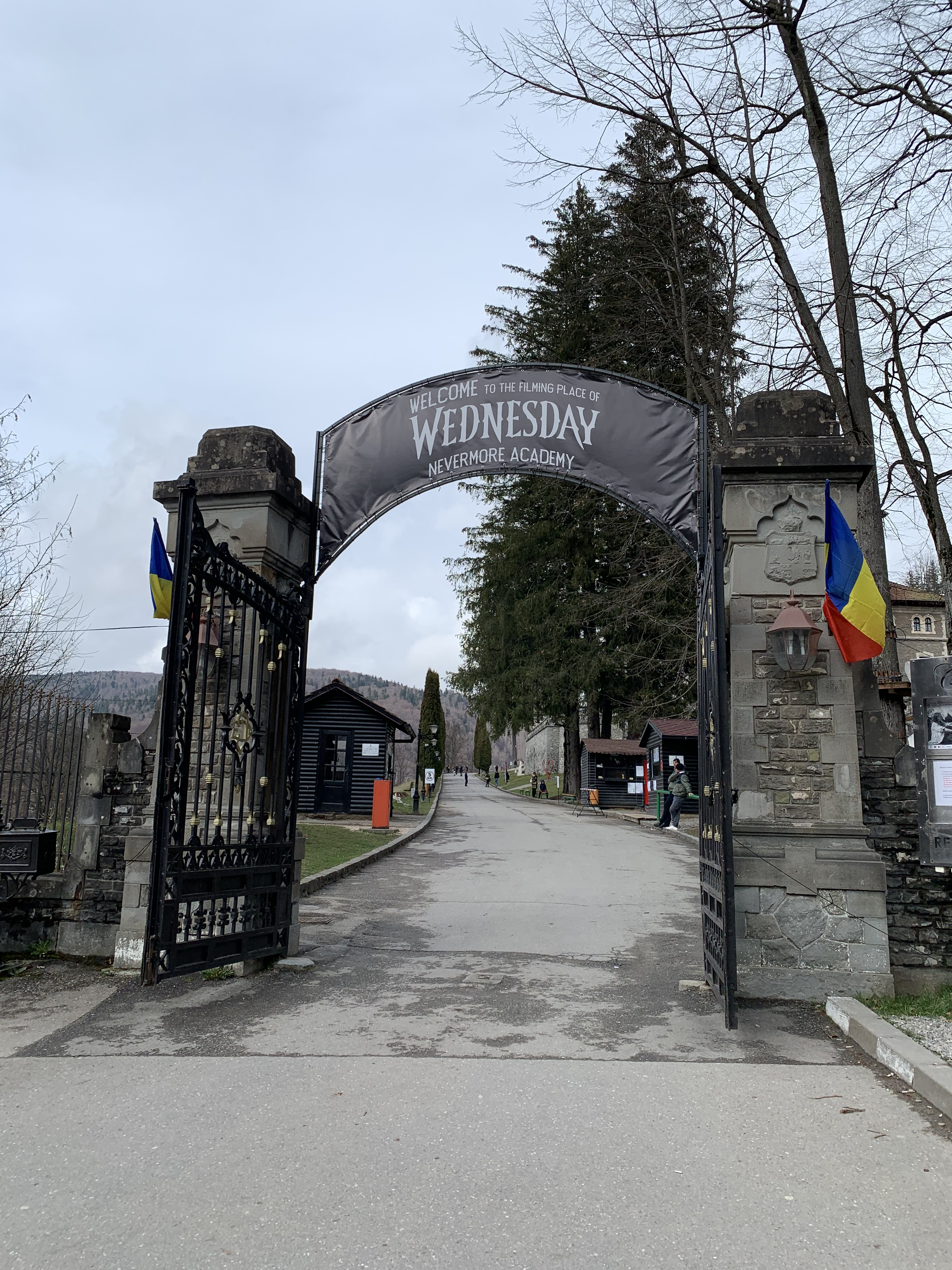
Cantacuzino Castle on es va rodar part de la sèrie.

Durant la preproducció de la pel·lícula de 1991, Tim Burton va ser assignat per dirigir-la, però va acabar renunciant-hi arran de conflictes de programació amb El retorn de Batman, la qual causa  va provocar que Barry Sonnenfeld agafés la feina. El març de 2010, es va anunciar que Illumination Entertainment, en col·laboració amb Universal Pictures, havia adquirit els drets subjacents als dibuixos de La Família Addams. La pel·lícula estava planejada per ser una pel·lícula d'animació stop-motion basada en els dibuixos originals de Charles Addams. Burton havia de coescriure i coproduir la pel·lícula, amb la possibilitat de dirigir-la. El juliol de 2013, es va informar que la pel·lícula va ser cancel·lada.
L'octubre de 2020, Dimecres es va anunciar inicialment com un «projecte sense nom de la família Addams» dirigit per Burton. La producció de la sèrie aniria a càrrec de MGM Television, amb Burton com a director. Alfred Gough i Miles Millar servirien com a showrunners; mentre que Gough, Millar i Burton també serien productors executius al costat de Gail Berman, Jon Glickman i Andrew Mittman. El febrer de 2021, Netflix va donar a la producció una comanda de sèrie, que constava de vuit episodis. L'agost de 2021, Kayla Alpert es va afegir com a productora executiva i 1.21, Tee and Charles Addams Foundation, i Glickmania també estaven produint la sèrie.

### Càsting
El 19 de maig de 2021, Jenna Ortega va ser elegida per al paper titular. El 6 d'agost de 2021, Luis Guzmán va ser l'estrella convidada com a Gomez Addams. El 9 d'agost de 2021, Catherine Zeta-Jones va ser elegida com a Morticia Addams en una capacitat no revelada. El 27 d'agost de 2021, es va anunciar que Thora Birch, Riki Lindhome, Jamie McShane, Hunter Doohan, Georgie Farmer, Moosa Mostafa, Emma Myers, Naomi J. Ogawa, Joy Sunday i Percy Hynes White s'havien afegit al repartiment com a actors habituals. El 15 de setembre de 2021, Gwendoline Christie i Victor Dorobantu van ser triats com a protagonistes, mentre que Isaac Ordonez, George Burcea, Tommie Earl Jenkins, Iman Marson, William Houston, Luyanda Unati Lewis-Nyawo, Oliver Watson, Calum Ross i Johnna Dias Watson serien en papers recurrents.

### Rodatge
El rodatge de la sèrie va començar el 13 de setembre de 2021 a Bucarest, Romania, i s'espera que conclogui el febrer de 2022.

## Estrena
Dimecres va debutar el 2022 a Netflix, i consta de vuit episodis.